# ديفيد غارنت
ديفيد غارنت (بالإنجليزية: David Garnett)‏ (9 مارس 1892، برايتون في المملكة المتحدة - 17 فبراير 1981 في فرنسا)؛ كاتب، رسام وروائي بريطاني.

## روابط خارجية
- ديفيد غارنت على موقع IMDb (الإنجليزية)
- ديفيد غارنت على موقع الموسوعة البريطانية (الإنجليزية)
- ديفيد غارنت على موقع مونزينجر (الألمانية)
- ديفيد غارنت على موقع قاعدة بيانات برودواي على الإنترنت (الإنجليزية)
- ديفيد غارنت على موقع إن إن دي بي (الإنجليزية)
- ديفيد غارنت على موقع ديسكوغز (الإنجليزية)
- ديفيد غارنت على موقع قاعدة بيانات الفيلم (الإنجليزية)